# Thorey-Lyautey
Thorey-Lyautey ist eine französische Gemeinde mit 122 Einwohnern (Stand 1. Januar 2022) im Département Meurthe-et-Moselle in der Region Grand Est (bis 2015 Lothringen).

## Geographie
Thorey liegt am Brénon im Saintois, etwa 35 Kilometer südlich von Nancy in der südwestlichen Ecke des Départements Meurthe-et-Moselle.

## Bevölkerungsentwicklung
| Jahr      | 1962 | 1968 | 1975 | 1982 | 1990 | 1999 | 2007 | 2019 |
| Einwohner | 116  | 115  | 95   | 81   | 111  | 118  | 129  | 142  |

## Kultur und Sehenswürdigkeiten
- Schloss Thorey-Lyautey von Marschall Lyautey, Monument historique[1]
- Kirche Saint-Laurent
- Pfadfinder-Museum
- Lavoir (ehemaliges Waschhaus)

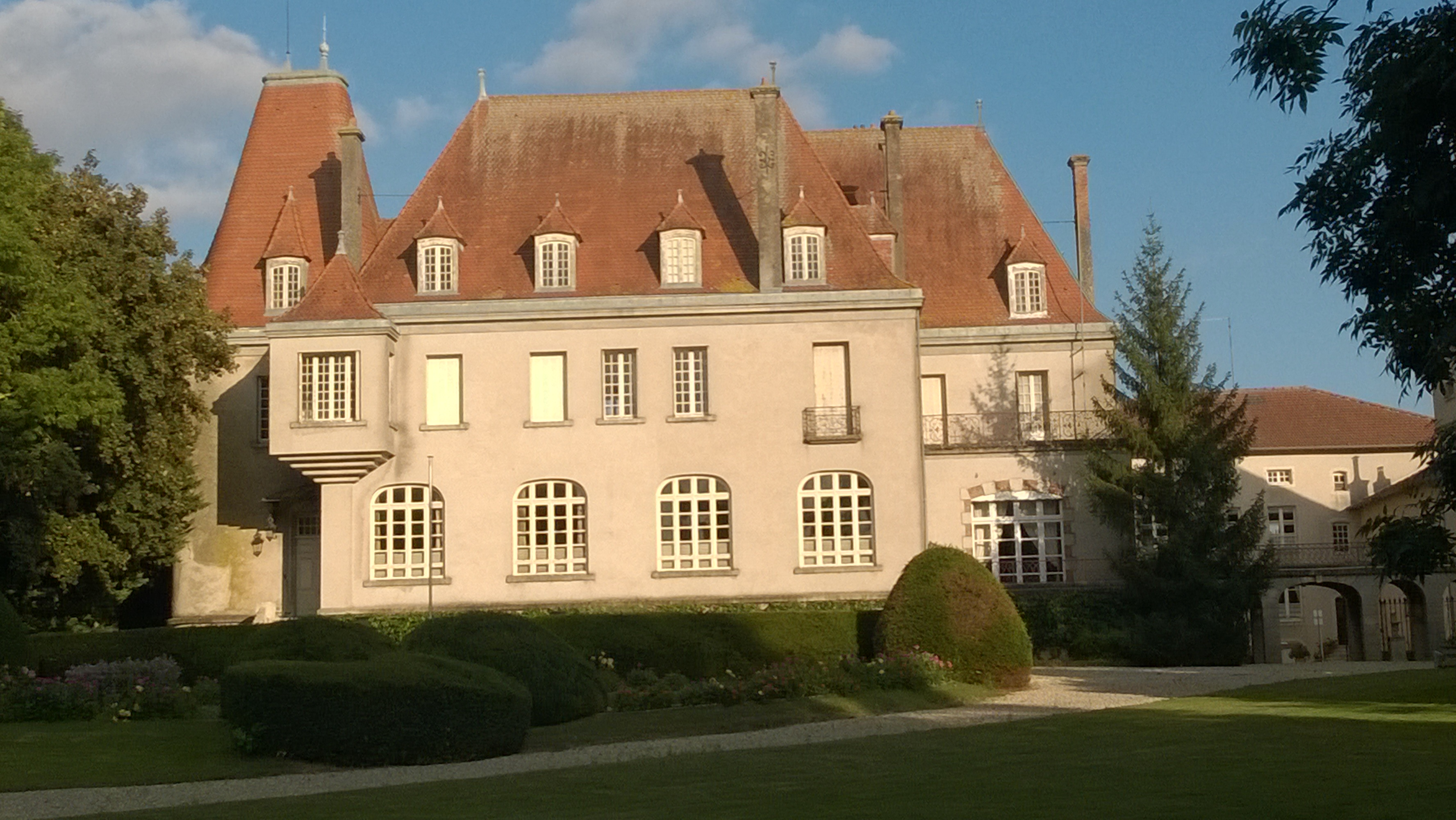
Schloss Lyautey
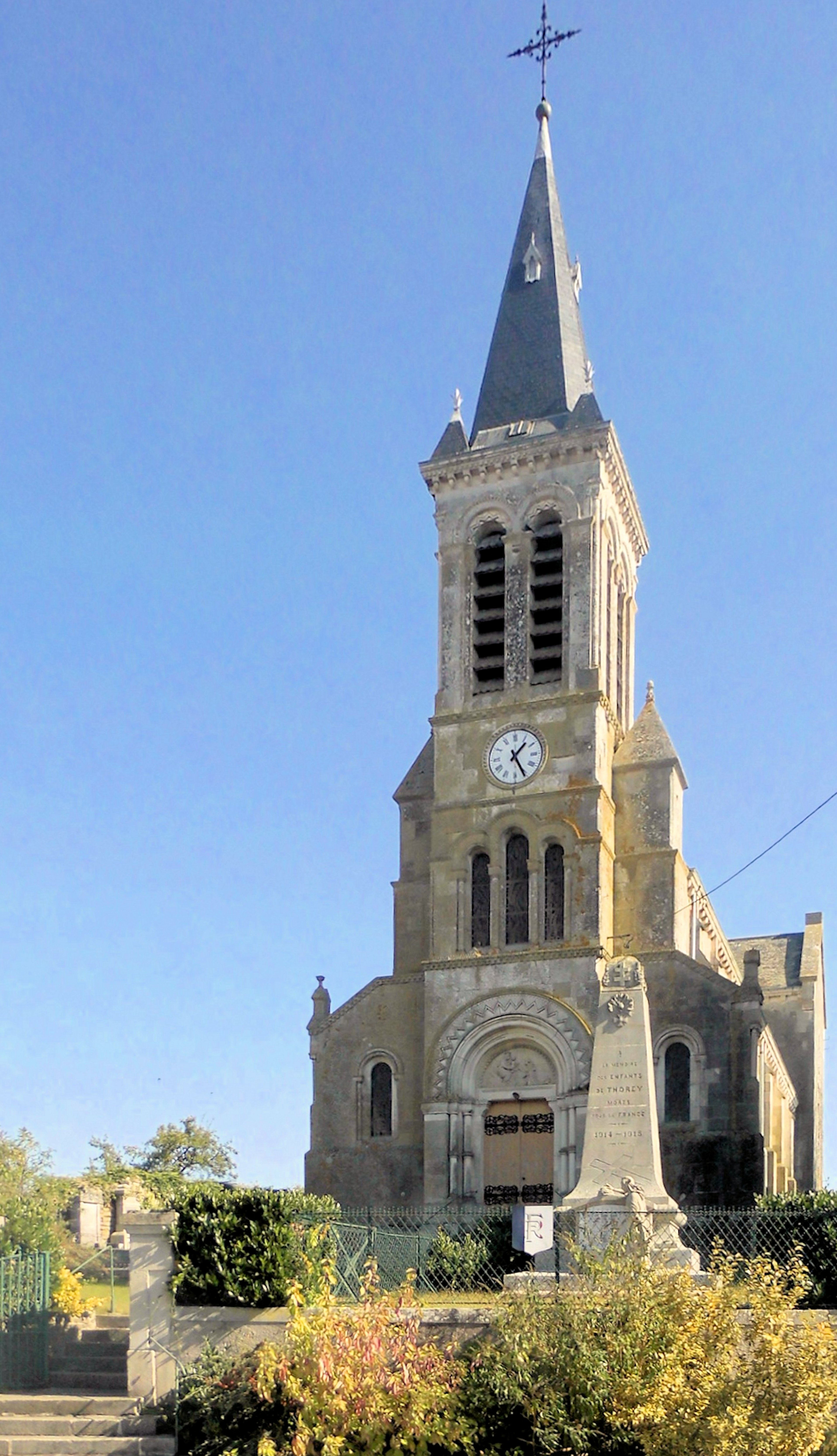
Kirche Saint-Laurent
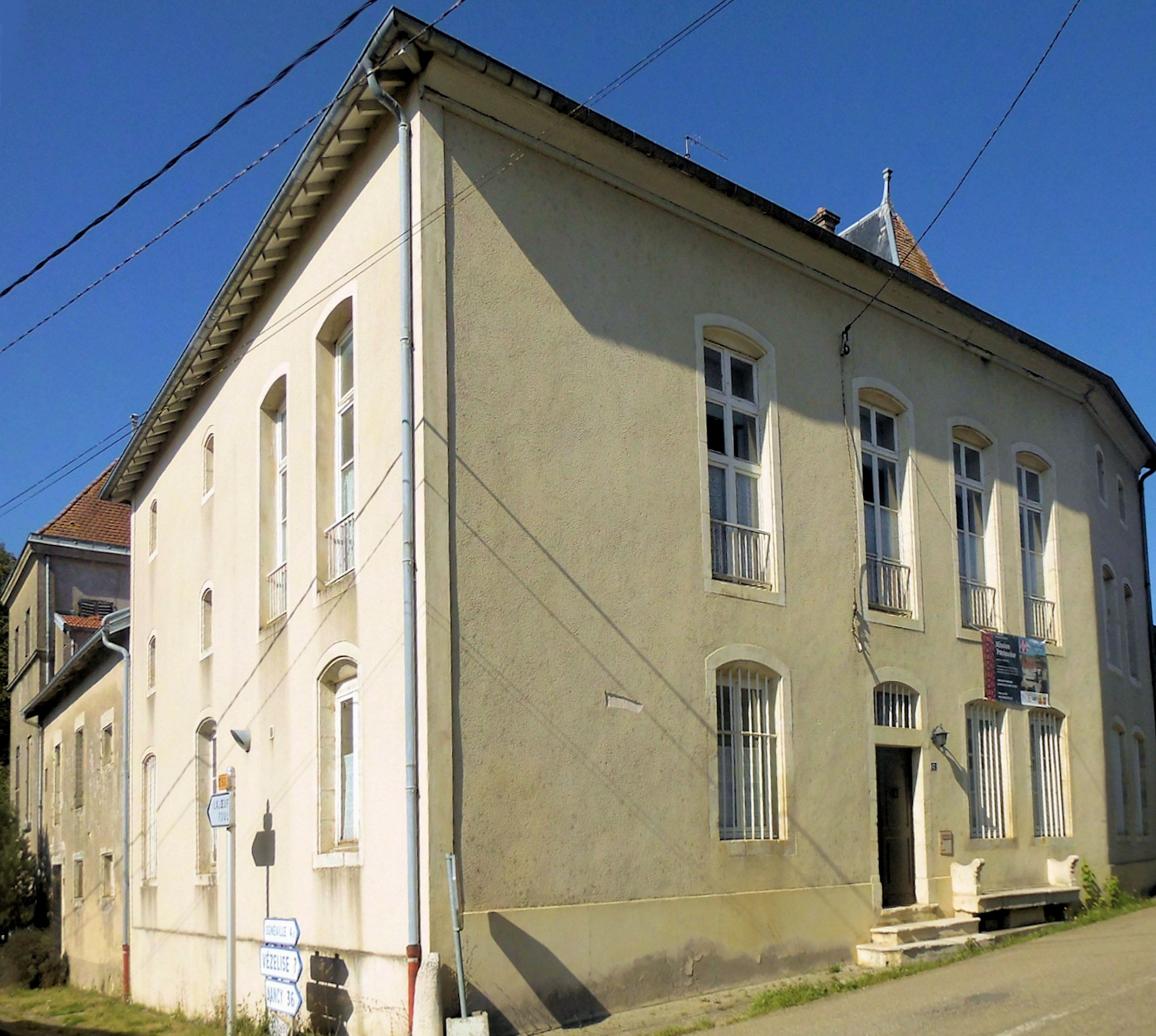
Pfadfindermuseum
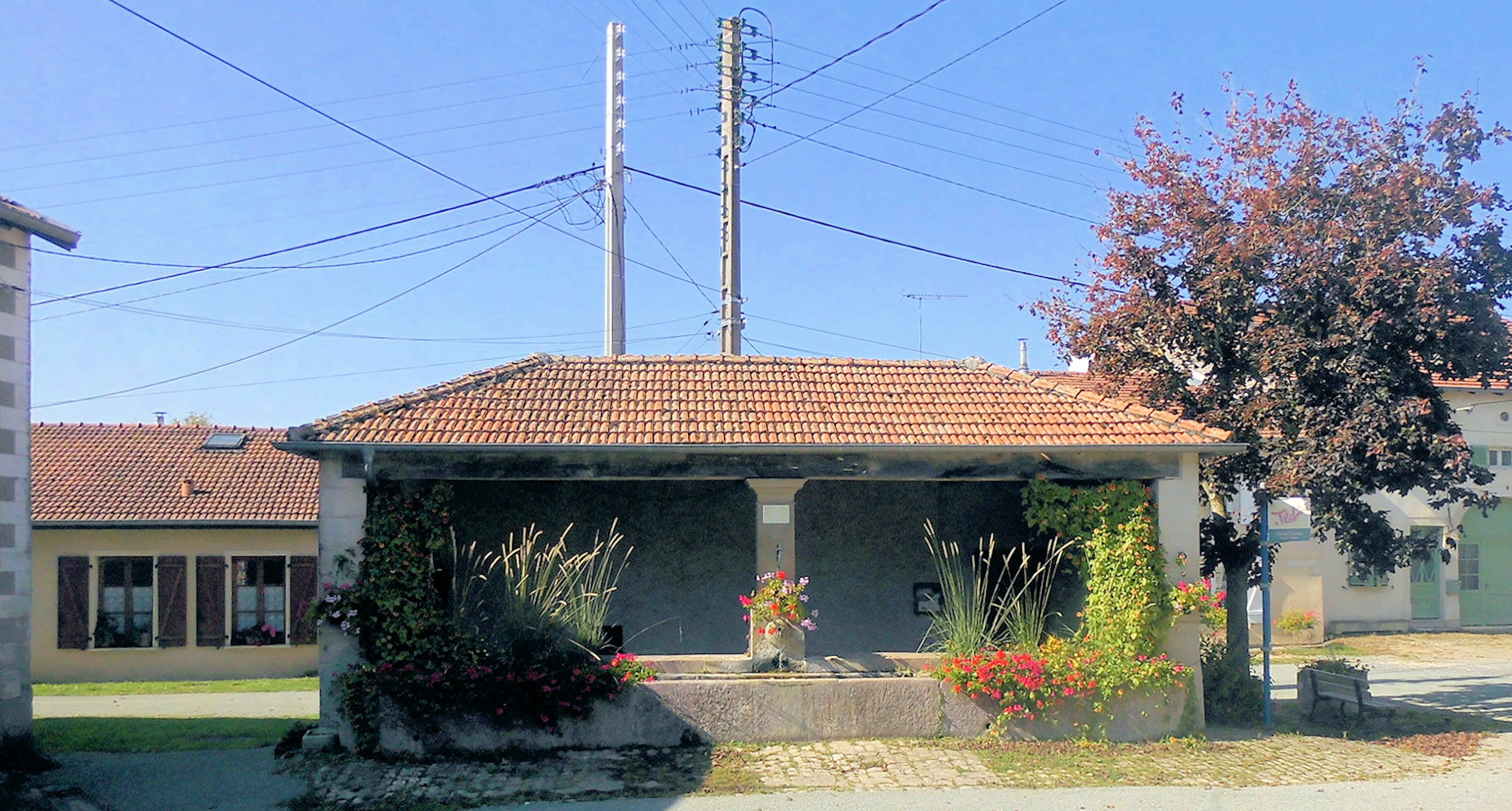
Ehemaliges Waschhaus

## Persönlichkeiten
- Marschall Lyautey (1854–1934), Marschall von Frankreich, verbrachte seinen Lebensabend in Thorey, wo er auch starb. Nach ihm erweiterte der Ort seinen Namen.

## Belege
1. ↑  Schloss Lyautey in der Base Mérimée des französischen Kulturministeriums (französisch)